# Nähmaschinenfabrik Helvetia

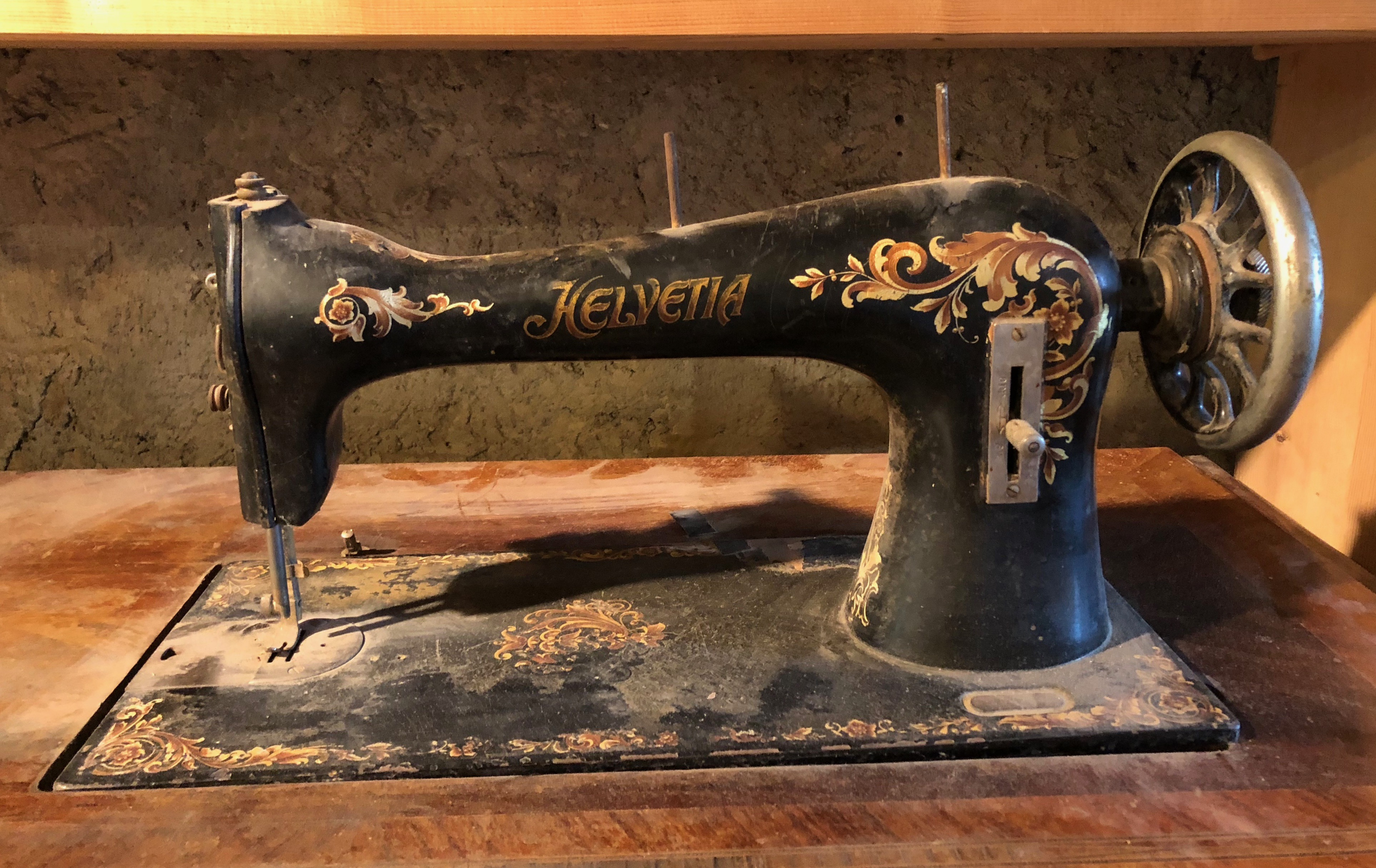
Nähmaschine Helvetia

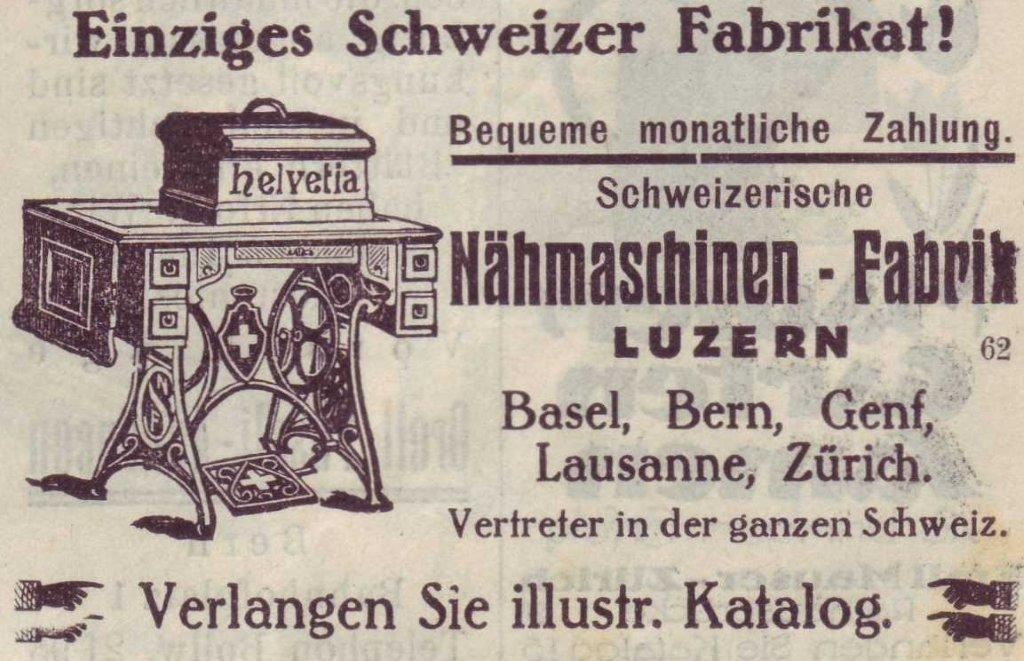
Reklame Nähmaschine Helvetia 1924

Die Nähmaschinenfabrik Helvetia AG war ein Schweizer Textilmaschinenhersteller mit Sitz in Luzern.

## Geschichte
1897 wurde in Luzern die Schweizerische Haushaltsnähmaschinenfabrik durch Fritz Kreis gegründet. Es wurden zuerst Schwingschiffchen-Nähmaschinen hergestellt. 1908 wurde das Werk durch einen Grossbrand zerstört und danach wieder aufgebaut. Ab 1912 wurden die Nähmaschinen unter dem Markennamen HELVETIA vertrieben. Im Zweigwerk Altdorf fertigte man die eigenen HELVETIA-Nähmöbel aus Holz in Handarbeit.
Die mechanischen von Hand oder Fuss angetriebenen Nähmaschinen wurden bis Ende 1940er Jahre produziert. 1940 warb Helvetia mit dem Slogan «Eine Freundin fürs Leben» für die neue Serie. Das Werbeflugblatt wurde vom Schweizer Grafiker Heinrich Steiner entworfen.
Erst 1947 brachte Helvetia eine elektrische Freiarmmaschine auf den Markt. Die letzten Maschinen vom Typ Helvetia Dominator erschien 1960 kurz vor dem Konkurs. 1966 wurde die Nähmaschinenfabrik Helvetia AG aufgelöst.

## Bekannte Modelle
- Helvetia 17 G Tischnähmaschine
- Helvetia Ever-Modell 40-455
- Helvetia Dominator ZZ
- Helvetia Modell 40 Portable
- Helvetia Modell 40-3 Flachbett
- Helvetia Modell 40-465 VA Flachbett